# Кљевци
Кљевци су насељено мјесто у Босни и Херцеговини, у општини Сански Мост, које административно припада Федерацији Босне и Херцеговине. Према попису становништва из 2013. у насељу је живјело 95 становника.

## Историја
Дана 19. фебруара 1942. усташе су напале и убиле преостале Србе у Кљевцима. Током Другог светског рата, из овог насеља је убијена 361 особа.

## Становништво
| Националност       | 1991.        | 1981.        | 1971.          |
| Срби               | 601 (72,49%) | 701 (62,98%) | 1.035 (72,32%) |
| Муслимани          | 152 (18,33%) | 184 (16,53%) | 255 (17,81%)   |
| Хрвати             | 64 (7,72%)   | 88 (7,90%)   | 134 (9,36%)    |
| Југословени        | 11 (1,32%)   | 129 (11,59%) | 1 (0,06%)      |
| остали и непознато | 1 (0,12%)    | 11 (0,98%)   | 6 (0,41%)      |
| Укупно             | 829          | 1.113        | 1.431          |

## Знаменити Кљевчани
- Александар Стојковић, српски глумац и члан Народног позоришта Републике Српске.